# Antifaç

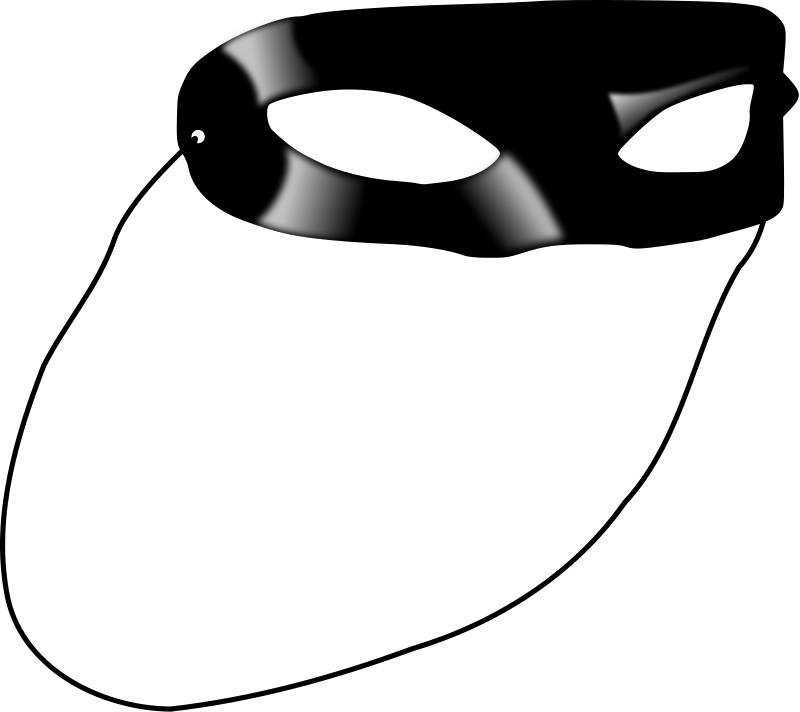

L'antifaç és una careta o màscara petita, sovint arredonida, que cobreix només l'àrea al voltant dels ulls i el seu espai. Els antifaços s'han fet especialment usuals des del segle xviii, quan esdevingueren un complement tradicional en les manifestacions locals de Carnestoltes, en especial el de Venècia. Els antifaços s'han fet comuns en una varietat de formes d'art populars i d'alta cultura.

## Nom
La paraula antifaç prové dels mots davant i faç (rostre). En altres idiomes com l'anglés i el neerlandés se'n diu "màscara de dòmino", nom que pel que sembla deriva del llatí dominus, que significa 'senyor'. Se'n desconeix l'evolució de la derivació exacta.

## Història

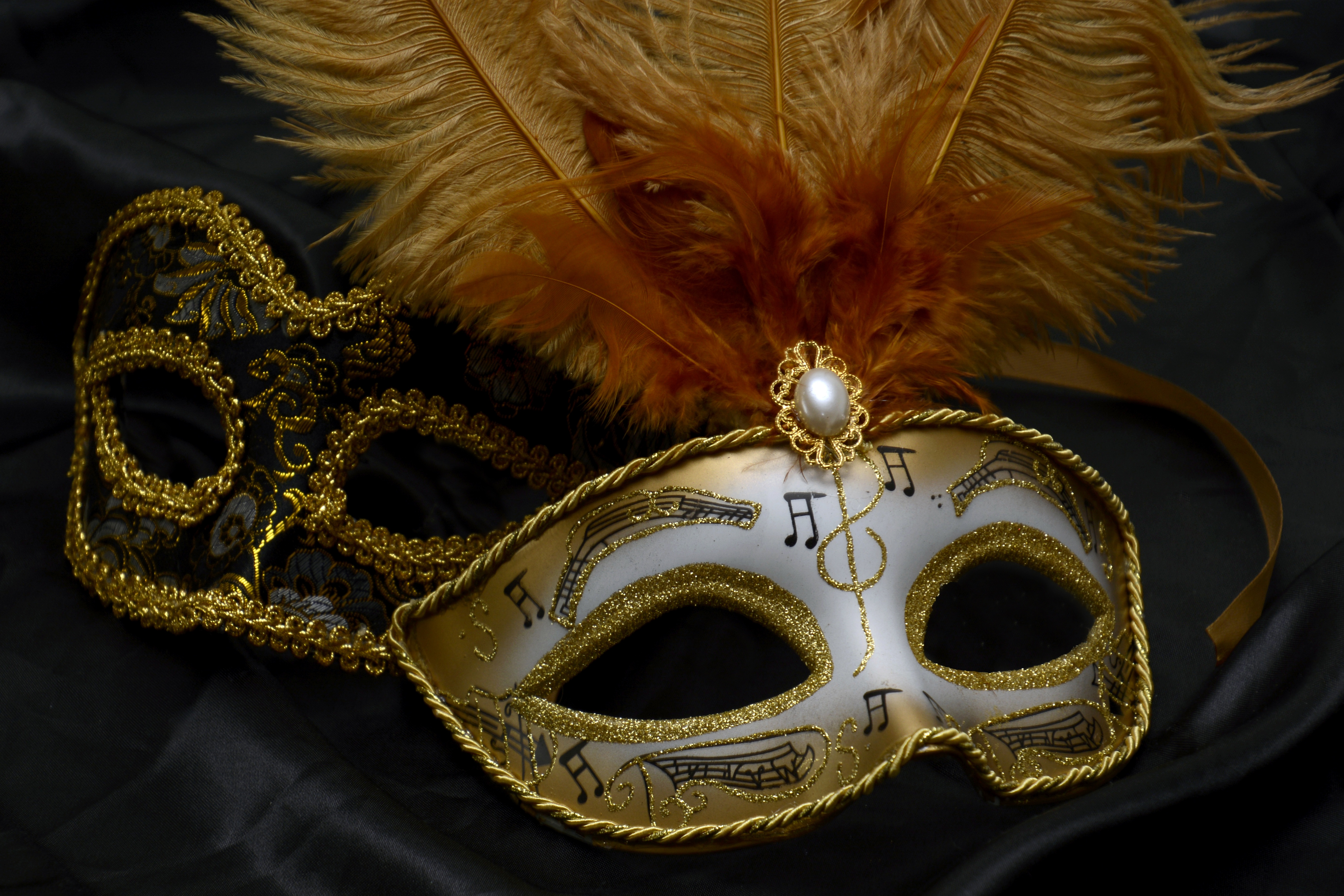
Una màscara de carnestoltes

Els antifaços s'usen durant el carnestoltes, per exemple, en el carnestoltes de Venècia, en què formaven part del més extens vestit de dòmino negre (tot i que a vegades era blanc i blau) que empraven tant hòmens com dones, i que complia amb el requisit de la mascarada respecte que els participants havien d'anar disfressats, i que tenia els elements d'aventura, conspiració, intriga i misteri que eren distintius de l'atmosfera de la mascarada. La disfressa incloïa l'antifaç, així com una capa per a embolcallar el cos i, a voltes, una caputxa.
L'antifaç també apareix en el discurs polític en cultures no occidentals en caricatures polítiques, tot i que probablement per influències anteriors de caricaturistes europeus i estatunidencs populars (i per tant exportats) del segle xviii: per exemple, Johnny Hidajat, caricaturista de l'època del Nou Ordre a Indonèsia (per a diaris com ara Post Kota i Stop a Jakarta) hi incloïa el personatge de Djon Domino, i s'ha argumentat una relació entre aquest personatge i l'antifaç o màscara de dòmino.

## En l'art

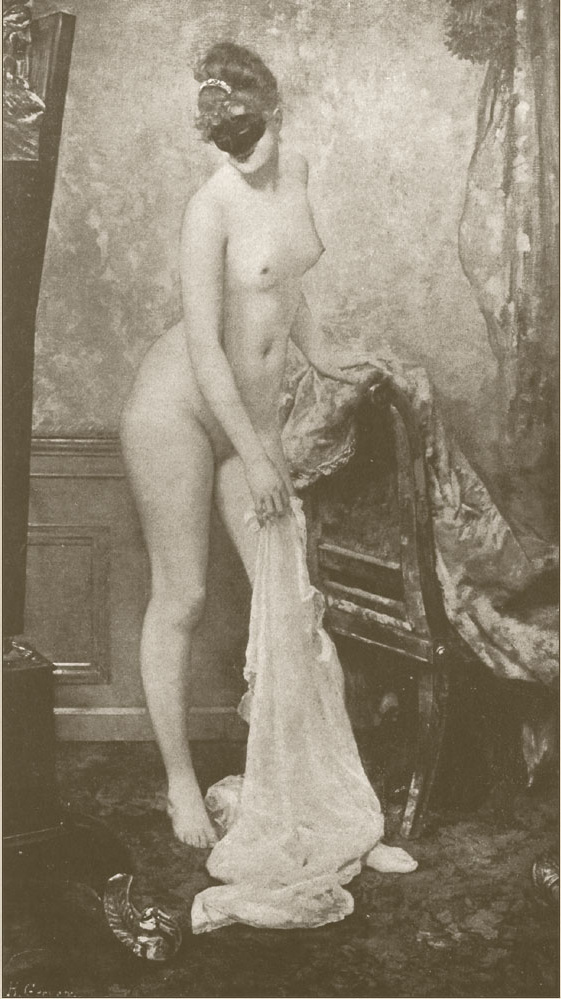
Retrat del 1885 del pintor Gervex en què Marie Renard apareix amb un antifaç, La Femme au Masque

Els antifaços han aparegut en imatges en l'art. La imatge de dalt és La Femme au Masque, una pintura de Henri Gervex, del 1885. Es tracta de la parisenca Marie Renard, de 22 anys, que només duu posat un antifaç.
L'antifaç és popular en els còmics de superherois i superheroïnes, com ara la Guineu, el genet solitari, Robin, el noi meravella i la vespa verda.